# Subdivisions du Japon

Carte des subdivisions du Japon

L'organisation territoriale du Japon est définie par la loi d'autonomie locale de 1947. Elle subdivise le pays en plusieurs échelons hiérarchisés. Le Japon étant un État unitaire, les juridictions locales dépendent largement, notamment sur le plan financier, du gouvernement central, et dépendent pour ce qui est de la règlementation de leur fonction publique et de leur administration du ministère des Affaires intérieures et des Communications. Ce système fut ainsi qualifié d'« autonomie à 30 % » (三割自治, San wari jichi).

## Hiérarchie administrative

### Échelon préfectoral
Les 47 préfectures japonaises (都道府県, todōfuken), ou départements, forment les plus grandes subdivisions administratives japonaises. Elles regroupent quatre réalités différentes :
- une préfecture métropolitaine (都, to?), ou tout simplement métropole, pour l'élément particulier que constitue la capitale : Tokyo.
- une préfecture insulaire (道, dō?), pour symboliser la spécificité administrative qu'a toujours représenté Hokkaidō.
- deux préfectures gouvernementales (府, fu?) créées au XIXe siècle pour distinguer les deux plus importantes régions urbaines après Tokyo : Osaka et l'ancienne capitale Kyoto.
- 43 préfectures « rurales » (県, ken?), ou tout simplement préfectures ou départements.

Elles ont remplacé les anciennes provinces du Japon à la suite de la restauration de Meiji de 1867.

### Échelon du district et sous-préfectoral
Les préfectures peuvent être également subdivisées en deux types de subdivisions qui ne constituent pas des entités politiques (elles n'ont ni exécutif, ni conseil élu, mais gèrent administrativement certains services comme l'état civil, la voirie, etc.), mais uniquement administratives et territoriales :
- les sous-préfectures (支庁, shichō?) ;
- les districts du Japon (郡, gun?) ou districts ruraux : subdivisent les sous-préfectures à Hokkaidō, et directement les préfectures ailleurs, sans pour autant s'étendre sur l'ensemble du territoire préfectoral. En effet, elle ne regroupe que les municipalités rurales, à savoir les bourgs et villages.

### Échelon municipal
Au 1er août 2011, le Japon possédait toujours 1 746 municipalités (市区町村, shikuchōson) ou communes, mais ce nombre est appelé à être diminué à 1000 selon la loi de fusion des municipalités de 2004. Elle comporte deux types de communes (urbaines et rurales) et quatre statuts :
- 809 municipalités urbaines depuis 2010, elles forment des subdivisions directes des préfectures :
  - 786 villes (市, shi?) depuis 2010 (nombre appelé à augmenter selon la réforme de 2004) : municipalité de plus de 50 000 habitants ou bien produit de la fusion de plusieurs communes qui forment un total d'au moins 30 000 habitants. Trois statuts particuliers ont été créés pour distinguer les villes les plus importantes qui se sont portées candidates pour les obtenir :
    - 40 villes spéciales (特例市, tokurei-shi?) depuis le 1er avril 2011 : villes de plus de 200 000 habitants.
    - 41 villes noyaux (中核市, chūkaku-shi?) depuis le 1er avril 2011 : villes de plus de 300 000 habitants.
    - 19 villes désignées par ordonnance gouvernementale (政令指定都市, Seirei shitei to-shi?) depuis le 1er avril 2010 : villes de plus de 500 000 habitants reconnues comme métropoles d'envergure régionale, nationale ou internationale. Elles disposent de compétences étendues, et sont les seules à être divisées en arrondissements (区, ku?), qui ne doivent pas être confondus avec les arrondissements spéciaux de Tōkyō car ils ne constituent pas des municipalités à part entière mais sont des entités administratives spéciales chargées notamment de la gestion du registre familial koseki, de l'assurance maladie et de l'impôt sur la propriété.

  - 23 arrondissements spéciaux (特別区, tokubetsu-ku?) créés en 1947 pour remplacer la ville de Tokyo, supprimée en tant qu'échelon municipal. Ils sont donc compris dans la préfecture métropolitaine de Tokyo. Ils ont des compétences réduites par rapport aux autres communes.
- 937 municipalités rurales depuis 2011 (nombre appelé à diminuer par le biais de fusions) elles forment des subdivisions des districts ruraux et des sous-préfectures de Tokyo[Quoi ?] : 
  - 753 bourgs (町, machi ou chō?) depuis 2011 : communes de moins de 50 000 habitants, mais dont le seuil minimal varie selon les préfectures : 
    - Plus de 3 000 habitants : préfectures de Toyama, d'Okayama et de Hyôgo,
    - Plus de 4 000 habitants : préfectures de Tottori, de Hiroshima et de Nagasaki,
    - Plus de 5 000 habitants : préfectures d'Hokkaidō, de Miyagi, d'Akita,  d'Ibaraki, de Saitama, de Chiba, de Kanagawa, de Yamanashi, de Gifu, d'Aichi, de Kyōto, de Wakayama, de Tokushima, de Fukuoka, de Kumamoto, de Miyazaki, de Kagoshima, de Mie, de Shiga, de Yamaguchi et d'Ehime,
    - Plus de 7 000 habitants : préfecture de Saga,
    - Plus de 8 000 habitants : préfectures d'Aomori, de Yamagata, de Fukushima, de Nagano, de Ōsaka, de Nara, de Shimane, de Kōchi, d'Ōita, d'Okinawa, d'Ishikawa et de Shizuoka,
    - Plus de 10 000 habitants : préfectures d'Iwate, de Gunma, de Tōkyō, de Niigata, de Fukui et de Kagawa,
    - Plus de 15 000 habitants : préfecture de Tochigi.

  - 184 villages (村, mura ou son?) depuis 2010 : communes dont la population est inférieure à un seuil différent selon les préfectures (tels que définis ci-dessus).

## Gouvernement local
Les préfectures et les municipalités disposent toutes d'un champ de compétence particulier, d'un exécutif et d'une assemblée élus.

### Exécutif local
Le chef de l'exécutif est appelé :
- dans les préfectures : gouverneur (知事, Chiji?, le gouverneur de Tōkyō est quelquefois désigné, par abus de langage, dans la presse occidentale comme le « maire de Tōkyō »),
- dans les municipalités : maire (長, Chō?).

Gouverneur et maire sont tous deux élus au suffrage universel direct pour un mandat de 4 ans, et nomment leur vice-gouverneur ou leur maire-adjoint, les dirigeants des bureaux, départements et services qui constituent le gouvernement de leur collectivité, ainsi que ceux des services indépendants mais dépendant de la collectivité (notamment les commissions de l'éducation ou de la sécurité publique) en accord avec l'assemblée locale. Il existe un certain nombre de départements que chaque exécutif est obligé de comporter : affaires générales, finances, affaires sociales, santé, environnement, fiscalité et transports. À ceci s'ajoutent des services optionnels que les collectivités peuvent choisir de créer en fonction de leur besoin : agriculture, pêche, forêts, commerce et industrie.
Le chef de l'exécutif représente sa collectivité auprès du gouvernement central, des autres collectivités, à l'étranger ou devant la justice. Il assure la continuité de l'État et l'application de la loi. Il prépare le budget et peut participer à l'élaboration des ordonnances locales, deux éléments soumis au vote de l'Assemblée. Il peut sinon prendre des décisions règlementaires par le biais de Règlements locaux (規則, Kisoku), qui eux ne sont pas soumis à confirmation de l'Assemblée.

### Assemblées locales
Les préfectures, villes et arrondissements spéciaux de Tōkyō disposent chacun d'une assemblée (議会, Gikai), dont les membres sont élus au suffrage universel direct pour un mandat de 4 ans au scrutin majoritaire plurinominal à un tour. Cependant, les bourgs ou villages (notamment les moins peuplés) peuvent décider de remplacer ces conseils élus à leur niveau par une assemblée générale (総会, Sōkai) réunissant l'ensemble des électeurs de la commune, selon l'article 94 de la loi d'autonomie locale.
Les attributions d'une assemblée locale, et le cas échéant d'une assemblée générale, comportent :
- l'élaboration, le débat, l'amendement et le vote des Ordonnances locales (条例, jōrei?) : véritables lois de la collectivité, elles règlementent les droits et devoirs des citoyens dans ses champs de compétence, ainsi que la tarification des transports en commun et les différents programmes de transfert d'argent. Les violations aux ordonnances peuvent être punies par des peines limitées, allant jusqu'à 2 ans de prison ou 1 million de yens d'amendes.
- le vote du budget et des arrêtés de compte.
- le vote des contrats publics passés par l'exécutif dans le cadre des programmes de la collectivité prévus par ordonnance.
- confirmation des nominations du chef de l'exécutif.
- un pouvoir d'investigation, d'inspection, d'audit, de demander un sondage d'opinion et de rapports afin de contrôler l'action de l'exécutif.
- le vote d'une motion de censure (avec un quorum minimum des deux tiers de la totalité des membres de l'Assemblée, et devant être accepté par au moins trois quarts des présents) contre le chef de l'exécutif. Cependant, contrairement à une motion de censure au niveau national, elle n'entraîne pas automatiquement la chute de l'exécutif : celui-ci peut se maintenir s'il dissout l'Assemblée dans les 10 jours et si l'Assemblée nouvellement élue ne vote pas à nouveau contre lui une motion de censure.